# Raymond Robinson (Radsportler)
Raymond Leonard „Ray“ Robinson (* 3. September 1929 in Johannesburg; † 4. Januar 2018 in Somerset West) war ein südafrikanischer Bahnradsportler.
Ray Robinson startete 1952 bei den Olympischen Spielen in Helsinki in drei verschiedenen Disziplinen: Im Tandemrennen errang er gemeinsam mit Tommy Shardelow die Silber- und im 1000-Meter-Zeitfahren die Bronzemedaille; in dieser Disziplin war er im selben Jahr auch südafrikanischer Meister geworden. Im Sprint belegte er Rang fünf. 1952 bestritt die britische Bahnnationalmannschaft in Vorbereitung auf die olympischen Wettkämpfe eine Wettkampfreise durch Südafrika. Die britischen Fahrer unterlagen überraschend in beiden ausgetragenen Länderkämpfen in Johannesburg und in Paarl gegen die südafrikanische Nationalmannschaft, deren Mitglied er war.
Vier Jahre später startete er mit Shardelow bei den Olympischen Spielen in Melbourne erneut im Tandemrennen, doch in der zweiten Runde schieden die beiden Fahrer aus.